# フレグランスジャーナル社
フレグランスジャーナル社は、東京都千代田区に本社を置く出版社である。香りに関する書籍・雑誌の出版を主力とする。

## 主な出版物
1973年5月に、津野田勲によりフレグランスジャーナル社設立。同年7月に香粧品科学研究開発専門誌『FRAGRANCE JOURNAL』を創刊。当初は隔月刊であったが1989年より月刊となった。2000年には、香りの生理的・心理的作用中心とした学際的情報誌『AROMA RESEARCH』（年4回刊） を創刊。他にアロマテラピーや代替療法を扱う『aromatopia』（隔月刊） を発行している。
シリーズ刊行物として『香り選書』『香り新書』『香りで美と健康シリーズ』などがあり、香粧品化学や生物学・生理学、ヘルスケア、香りと生活とのかかわりなど、におい・香りに関する書籍を出版している。
香り・においの学術・文化を守り育てる「香創育」を提唱しており、セミナーなども開催している。
2023年9月末をもって各ウェブサイトでの書籍（紙版・電子版）販売を終了した。
『アロマトピア』は2023年9月発売の176号で、『FRAGRANCE JOURNAL』は2023年12月発売の522号で休刊した。

## 香りの図書館
同社の事業の特色の一つに「香りの図書館」がある。2005年10月にフレグランスジャーナル社と筑波大学名誉教授の渋谷達明により、千代田区飯田橋に開館。蔵書数は約1万冊で、香粧品や香道、ハーブ、植物、環境、心理学などの書籍・雑誌が揃い、中には大正時代に発行された絶版本もあった。2013年4月に移転したのち、2018年2月28日に閉館した。（北緯35度41分55.1秒 東経139度44分57.3秒 / 北緯35.698639度 東経139.749250度）